# Audio, Video, Disco
Cet article concerne l’album de Justice. Pour la chanson du même nom, voir Audio, Video, Disco (chanson).
Albums de Justice
A Cross the Universe
(2008) Access All Arenas
(2013)
Singles
1. Civilization
Sortie : 28 mars 2011
2. Audio, Video, Disco
Sortie : 26 septembre 2011
3. On'n'On
Sortie : 30 janvier 2012
4. New Lands
Sortie : 24 juin 2012
5. Helix
Sortie : 7 janvier 2013

Audio, Video, Disco. est le nom du deuxième album du groupe de musique électro-pop/club Justice. Il est sorti le 24 octobre 2011. En latin, l'expression « Audio, Video, Disco » signifie « J'entends, je vois, j'apprends ».

## Style musical
Selon Xavier de Rosnay de Justice, Audio, Video, Disco. est plus « léger » que leur premier album. Avec le premier album plus sombre, et celui-ci étant qualifié de « musique à écouter pendant la journée », cet album ne sera pas d'un ton aussi agressif que le premier. L'album contient également plus de collaborations que sur †. Donnant une note de 6/10, Spin décrivit le style présent sur l'album de Justice comme, « un essai à la musique rock arena des années 70... mélangeant l'Italo-disco tout en chantant sur des airs de métal à la guitare. »

## Liste des chansons
| 1.    | Horsepower                     | 3:40  |
| 2.    | Civilization (avec Ali Love)   | 3:38  |
| 3.    | Ohio (avec Vincent Vendetta)   | 4:01  |
| 4.    | Canon (Primo)                  | 0:27  |
| 5.    | Canon                          | 3:39  |
| 6.    | On'n'on (avec Morgan Phalen)   | 4:30  |
| 7.    | Brianvision                    | 3:11  |
| 8.    | Parade                         | 4:01  |
| 9.    | New Lands (avec Morgan Phalen) | 4:14  |
| 10.   | Helix                          | 4:28  |
| 11.   | Audio, Video, Disco.           | 10:31 |
| 46:25 |                                |       |

| 12. | Planisphere                        | 17:39 |
| 13. | Civilization (Music Video)         | 3:48  |
| 14. | Audio, Video, Disco. (Music Video) | 3:45  |

| 12. | Civilization (Demo Version) | 3:38 |

## Singles
Le premier single issu de l'album, Civilization, a été publié numériquement le 28 mars 2011. Audio, Video, Disco. confirmé en tant que deuxième single et devant être publié le 19 septembre 2011, a finalement été placé sur un EP sorti le 26 septembre 2011. Un aperçu du single a été publié le 19 août 2011, via le site internet de la BBC. Le clip officiel est sorti le 6 septembre 2011 via la page Facebook du groupe. Le 21 août, le producteur Busy P dévoila un extrait d'une durée d'1 minute de Helix dans son 2011 Fall Delivery Mix, tout comme l'extrait de deux minutes du remix de PARA ONE d'Audio, Video, Disco.